# Mézharmat

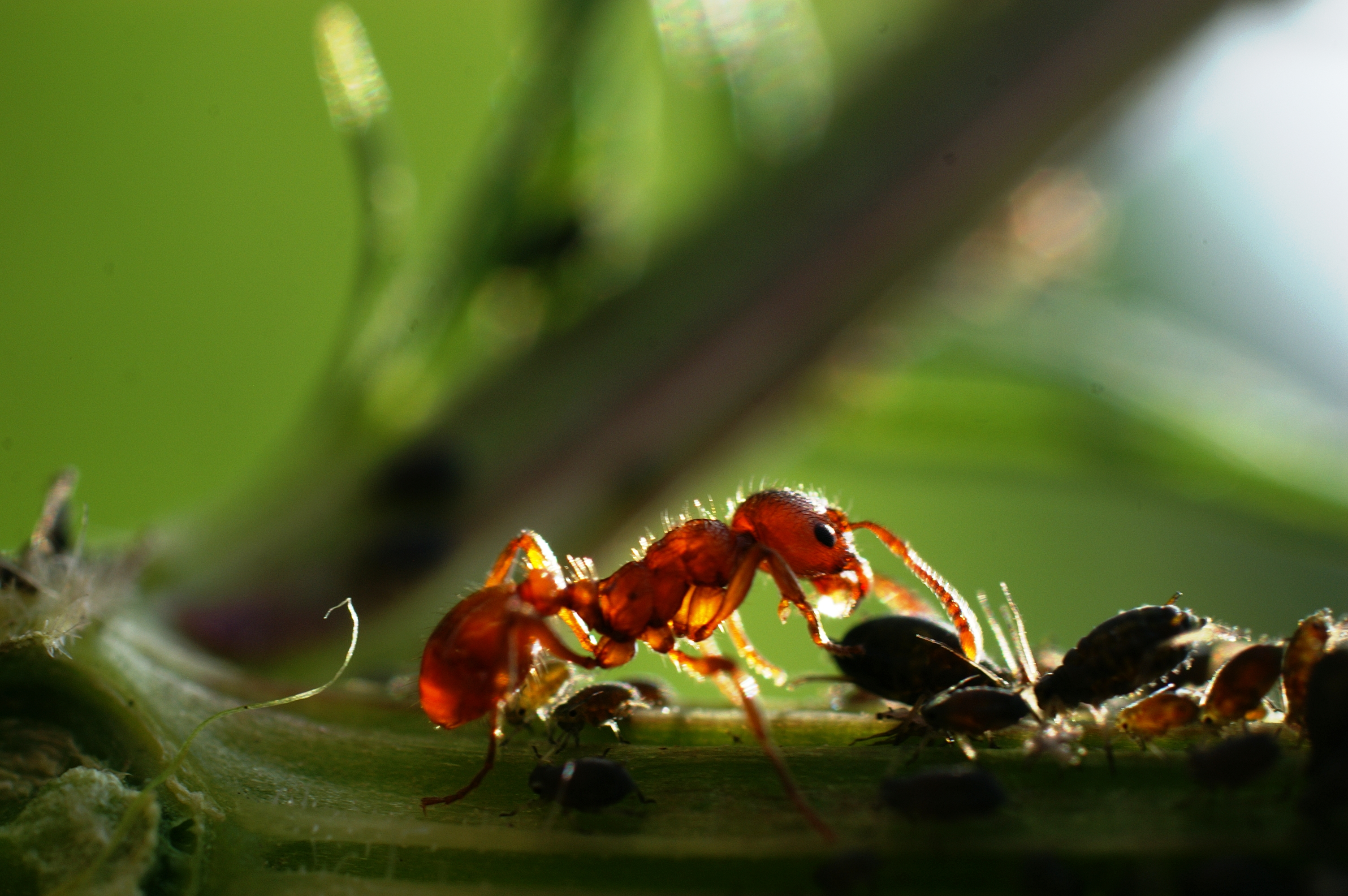
Egy hangya mézharmat cseppet vesz fel egy kéregtetűtől

A mézharmat egy cukortartalmú kiválasztási termék, amit különféle félfedelesszárnyúak (Hemiptera), különösen a levéltetvek (Aphidina), pajzstetvek (Coccoidae), levélbolhák (Psyllina), liszteskék (Aleyrodina) és a kabóca-együttesek (Auchenorrhyncha) néhány faja állít elő. Ezek a rovarok különféle növények nedveit szívogatják a rostcsövekből. Mivel ezekben a csövekben nagy a nyomás, az állatok sok nedvességet vesznek fel, amit mézharmat formájában adnak le.

## Összetétele
A friss mézharmat áttetsző. Gazdag cukrokban, különösen sok benne a gyümölcscukor (fruktóz), a szőlőcukor (glükóz) és az étkezési cukor (szacharóz); ezeknél kevesebb a maltóz, a fruktomaltóz, a melizitóz és az oligoszacharóz. Tartalmaz még enzimeket, szerves savakat, vitaminokat, adenozin-monofoszfátot (AMP).

## Fogyasztói
A mézharmat legismertebb fogyasztói a hangyák (Formicidae); ők kvázi „fejőstehénként” használják a tetveket, amikor csápjaikkal paskolgatva ösztönzik őket kiválasztásra. Rendszeresen látogatott tetveiket meg is védelmezik — így például a hétpettyes katicabogár (Coccinella septempunctata) gyorsan szembetalálhatja magát egy adag hangyasavval.
A mézharmat nem csak a hangyák, de további közel 250 rovarfaj fő vagy kiegészítő tápláléka. A rovarok, mint például a kétszárnyúak (Diptera) főleg a levelekről (főleg tűlevelekről) nyalogatják fel a mézharmatot; a leveleket a mézharmat vastag rétege boríthatja. A nedvet számos madár, emlős, hüllő, kétéltű és pók is kedveli.

## Mézharmatból méz
Alkalmanként a méhek is gyűjtenek nektár helyett mézharmatot, és ebből készítik a különféle lomb-, fenyő-, harmat-, illetve erdei mézeket. Ezeknek a mézeknek a színe és aromája igen változatos a mézharmat származásától függően. Különösen a jegenyefenyőn (Abies alba) és a lucfenyőn (Picea abies) gyűjtött mézharmatból készült erdei mézek különböznek a hagyományos virágmézektől.  
Az erdei mézekben mindig van valamennyi melizitóz attól függően, hogy milyen fáról származott a mézharmat és milyen volt a kéregtetvek (Lachnidae) fermentációja. Például a pettyes vörösfenyő-kéregtetű (Cinara laricis) mézharmatjában különösen sok a melizitóz. Ha ennek a cukornak az aránya több mint 12 %, akkor a méz már a kaptárban kikristályosodik úgy, hogy alig nyerhető ki. Ezt a fajta mézet melizitózméznek vagy cementméznek is nevezik.